# Alain Madelin

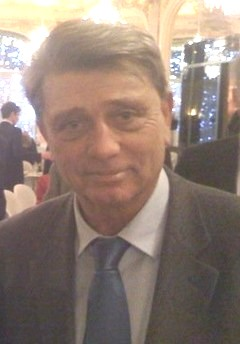
Alain Madelin en 2008.

Alain Madelin (26 de marzo de 1946) es un político francés y antiguo ministro de ese país.
Madelin, un firme defensor de la economía laissez-faire, fue candidato en las elecciones presidenciales francesas de 2002 como líder del partido Démocratie Libérale obteniendo un 3.91% de los votos en la primera vuelta. Luego de la elección se hizo miembro de la Unión por un Movimiento Popular.
A fines de los años 1960 fue miembro del grupo de ultraderecha Occident antes de unirse al partido de centroderecha UDF. Occident tenía inclinaciones fascistas, involucrado en agresiones violentas a oponentes políticos, especialmente comunistas y buscaba el derrocamiento del gobierno democrático de Charles de Gaulle. Madelin afirma que este período de su vida fue solamente resultado de sus sentimientos anticomunistas
Fue ministro de industria en el gabinete del primer ministro Jacques Chirac de 1986 a 1988, ministro de comercio en el gabinete de Édouard Balladur de 1993 a 1995, y ministro de economía, industria y finanzas en el gabinete de Alain Juppé. Fue despedido por Juppé luego de solo cuatro meses por sus polémicas declaraciones sobre los funcionarios públicos de Francia.
Fue miembro de la Asamblea Nacional desde 1978 hasta 2007 como representante de la cuarta circunscripción de Ille y Vilaine. El distrito incluye la localidad de Redon, donde fue alcalde de 1995 a 2001.
Madelin se postuló como candidato a presidente de la Unión para la Democracia Francesa en 1996 y fue derrotado por François Léotard. Fue elegido líder del Parti Républicain, una parte de la coalición de la UDF, a la cual renombró como Démocratie Libérale. En 1998 Démocratie Libérale se separó de la UDF. La pobre actuación de Madelin en las elecciones presidenciales de 2002 dejaron a su partido en una pobre situación financiera y tuvo que unirse a la UMP. Luego de 2002, a pesar de que su ex aliado Jean-Pierre Raffarin fue nombrado primer ministro, y como resultado de la desaparición de Libérale, la influencia de Madelin en la política nacional de Francia disminuyó.
Madelin es el político de Francia que está más a favor de la política internacional de Estados Unidos. Apoyó la invasión de Irak de 2003 liderada por EE. UU. y por ello en el pasado era considerado favorablemente por la prensa de ese país.
En julio de 2005 Alain Madelin se postuló como candidato a secretario general de la OECD. Rumores publicados en Le Canard Enchaîné afirmaban que sería apoyado por Jacques Chirac (que presuntamente quería deshacerse de él) y George W. Bush (debido a que Madelin es tradicionalmente el político importante de Francia más cercano a los Estados Unidos). En el evento el mexicano José Ángel Gurria fue elegido para el cargo.
Alain Madelin no buscó la reelección en las elecciones de 2007, terminando su participación en la política partidaria.